# Nova-C
Nova-C —  лунный посадочный модуль, разработанный частной американской компанией Intuitive Machines для доставки небольших коммерческих грузов на поверхность Луны.
Intuitive Machines была одной из девяти компаний, отобранных  NASA в ноябре 2018 года для участия в конкурсе по программе  Commercial Lunar Payload Services (CLPS).  Nova-C — один из трёх типов посадочных модулей, планируемых к разработке,  постройке и запуску в рамках программы. После посадки в 23:23 GMT 22 февраля 2024 стал первым аппаратом частной компании, совершившим мягкую посадку на Луне (после провала миссии Peregrine Mission One).

## Характеристики
- Масса полезной нагрузки, планируемой к доставке на Луну: 130 кг
- Масса полезной нагрузки, планируемой к доставке на лунную орбиту: 390-715 кг
- Высота: 4 м
- Диаметр: 1,57 м
- мощность: 200 Вт[5]

## Полёты
Запуск первого модуля Nova-C состоялся 15 февраля 2024 года в рамках миссии IM-1 «Одиссей». Запуск второго модуля состоялся 27 февраля 2025 года в рамках миссии IM-2.. Миссия IM-3 запланирована на 2025 год. Все четыре миссии будут использовать ракету-носитель Falcon 9 компании SpaceX.
| № | Название миссии | Дата запуска    | Дата посадки    | Логотип | Статус                                                                           |
| - | --------------- | --------------- | --------------- | ------- | -------------------------------------------------------------------------------- |
| 1 | IM-1            | 15 февраля 2024 | 22 февраля 2024 |         | Успешная посадка                                                                 |
| 2 | IM-2            | 27 февраля 2025 | 6 марта 2025    |         | Миссия была досрочно завершена из-за падения на бок при посадке в лунный кратер. |
| 3 | IM-3            | октябрь 2025    |                 |         | Планируется                                                                      |
| 3 | IM-4            | 2027            |                 |         | Планируется                                                                      |